# 747 スーパータンカー
747 スーパータンカー
ベン・グリオン国際空港からの離陸（2007年11月16日）
- 用途：空中消火
- 分類：消防航空機
- 製造者：ボーイング
- 初飛行：2004年2月19日（改造後）
- 運用開始：2009年
- 運用状況：退役

747 スーパータンカーは、アメリカのボーイング社が製造していた大型航空機ボーイング747を、エバーグリーン国際航空が空中消火活動用に改造し、所有・運用していた航空機である。

## 開発の経緯
21世紀に入ってからのアメリカでは、山火事が相次いで発生しており、規模も大きく深刻な状況であった。こうした山火事の消火は地上からの消火活動では限界があるため、航空機から水と消火剤を混合した消火液を投下する「空中消火」が主な手段である。
しかし、空中消火機として使用される航空機はDC-4やP-3A・C-130といった輸送機や旅客機を経た経年機が多く、2002年には空中消火活動後に急上昇したC-130が空中分解するという事故が発生した。同様の事故が何度か発生したことを受け、経年機の使用は規制され、ヘリコプターか小型機くらいしか空中消火機はなくなった。
一方、かつてP2Vを使用した空中消火事業を行っていたエバーグリーン国際航空では、山火事の深刻な被害を見て、再度空中消火事業に参入することを決定した。再参入にあたって、それまでとは違う強力な空中消火機を使用することになり、登場したのが「スーパータンカー」である。

## 機材

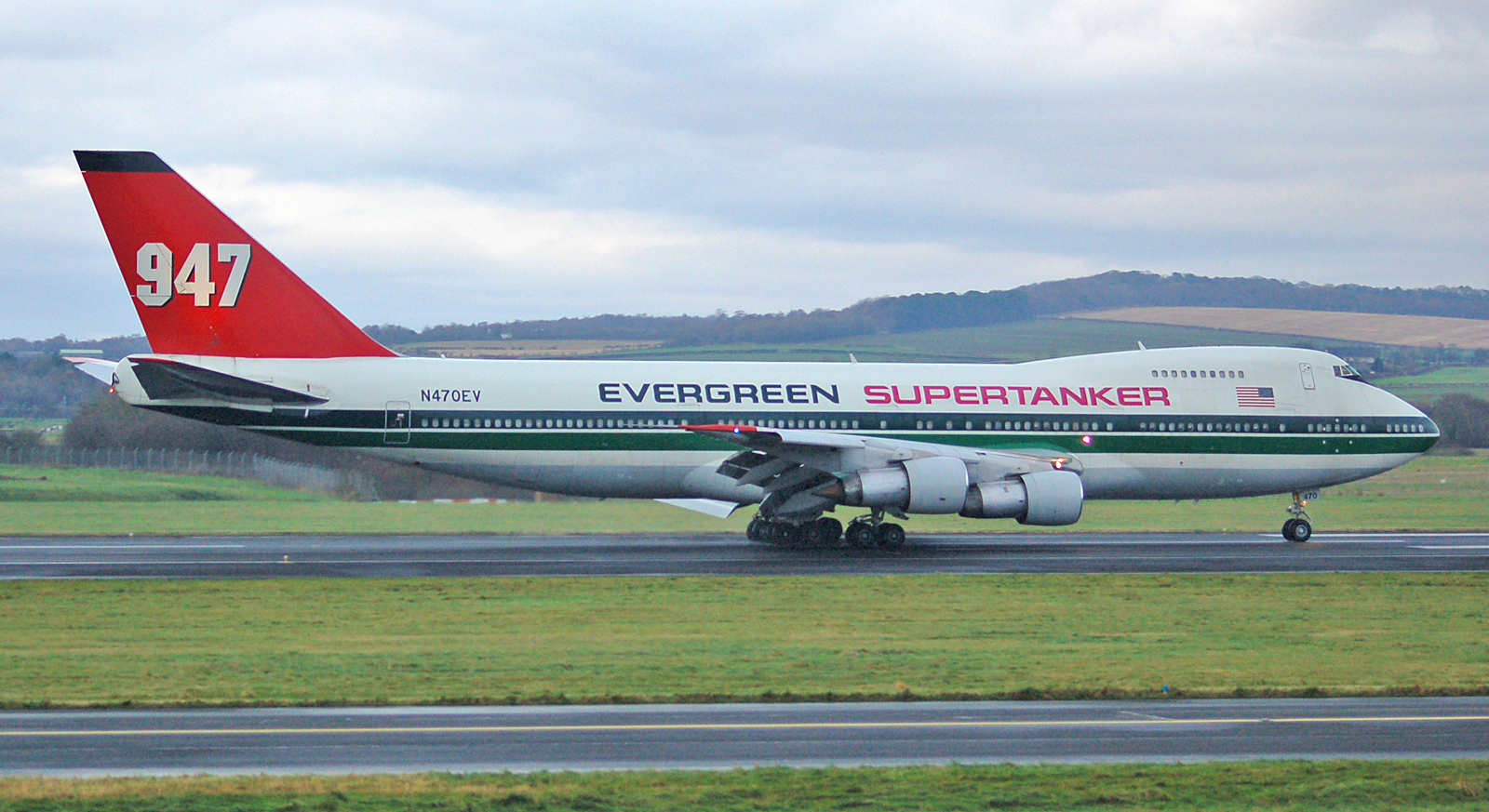
2007年11月18日、滑走路上のスーパータンカー

2004年2月19日に機体番号N470EV（尾翼番号947）として一号機が初飛行した。二号機の機体はボーイング747-132（SF）を改造した機体番号N479EV（尾翼番号979）である。2004年3月から4月にかけて行われたテストでは、3万7900リットルの水を10秒程度で投下することができた。
2006年6月までにエバーグリーン国際航空は液体の空中散布装置の設置やアメリカ連邦航空局（FAA）の証明取得に向け4000万ドルを投入した。同年10月に証明書が交付された。
スーパータンカーに搭載可能な消火液の量は、それ以前に運用されていたP-3Aの約7倍の量である。機体のタンクは複数の区画に仕切られ、各々から連続して消火液を投下できる構造になっている。アメリカンフットボール競技場（100m×50m）の幅で5km長に渡って散水できる。巡航速度は970km/h。
2009年、フランスシャトールー空港で、デモンストレーションを行った際のスペックは、機内の8つのタンクに約7万6000リットルの水または消火剤を積載、タンクに満水にするために必要な時間は30分というものであった。

## 運用
それまでの空中消火機では、高度200m程度まで降下した上で消火液を投下していたが、ボーイング747ではそこまで低高度の飛行を行うことは難しいため、高度約3000mの高度から260km/hで消火液を投下する方法を採った。FAAが危険性として指摘したことは、森林警備当局が水ではなく延焼を食い止める薬剤の使用を求めたことにより、積載重量の増加、機体への影響（それらに伴う消火活動中の運動性能低下や薬剤による腐食などの耐用年数の減少等）という懸念であった。
航空機操作の乗務員の他に、2階席に消火活動のための5名の要員が搭乗する。そこでは、消火活動の指令やコントロール、地形分析、事故監視、ビデオ記録と通信の操作を行う。
運用に必要な滑走路長は2,400mと想定されており、加えて補給施設が用意された空港であればどこからでも出動することができる。エバーグリーン国際航空は基準を満たす空港としていくつかの空港を特定している。

## 活動

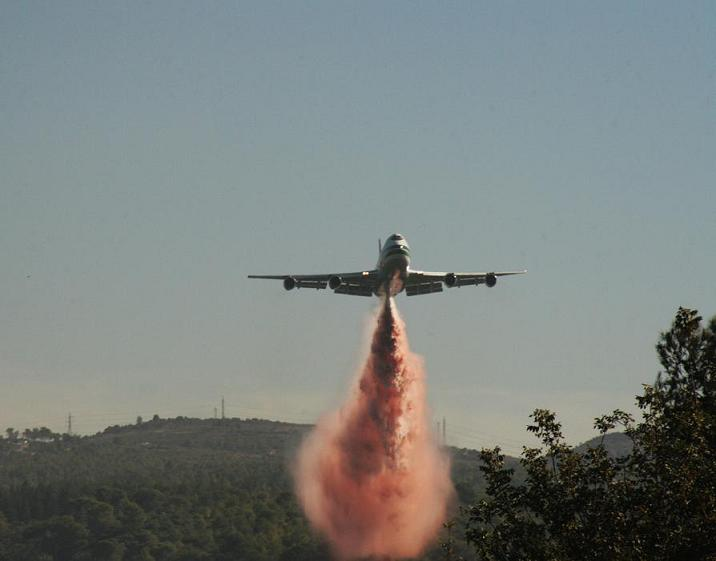
2010年12月5日
イスラエル・カーメル山の森林火災での活動

2009年7月22日スペイン・クエンカ県での消火活動が最初の活動である。同年8月31日、アメリカ・カリフォルニア州で発生した一連の山火事では、オークグレンでの火災に出動した。当時、カリフォルニア州森林保護・防火局との連絡が必要になった場合のために、カリフォルニア州サクラメント郊外のマクレラン空港に応答可能な状態で配置されていた。
2010年12月5日、イスラエルのカーメル山の火災では、他の国際的な消防機関から派遣された機材と人員と共に活動した。
2011年6月9日、アリゾナ州ワーロウの山火事に投入されたが、その時点で1,570平方kmが焼かれており、延焼を食い止めることはできなかった。

## スピリット・オブ・ジョン・ミューア
スピリット・オブ・ジョン・ミューア
2016年11月30日撮影
- 用途：空中消火
- 分類：消防航空機
- 製造者：ボーイング
- 運用者：　グローバル・スーパータンカー・サービシス
- 初飛行：2016年（改造後）
- 運用開始：2016年
- 退役：2021年
- 運用状況：売却済(貨物機として運用中)

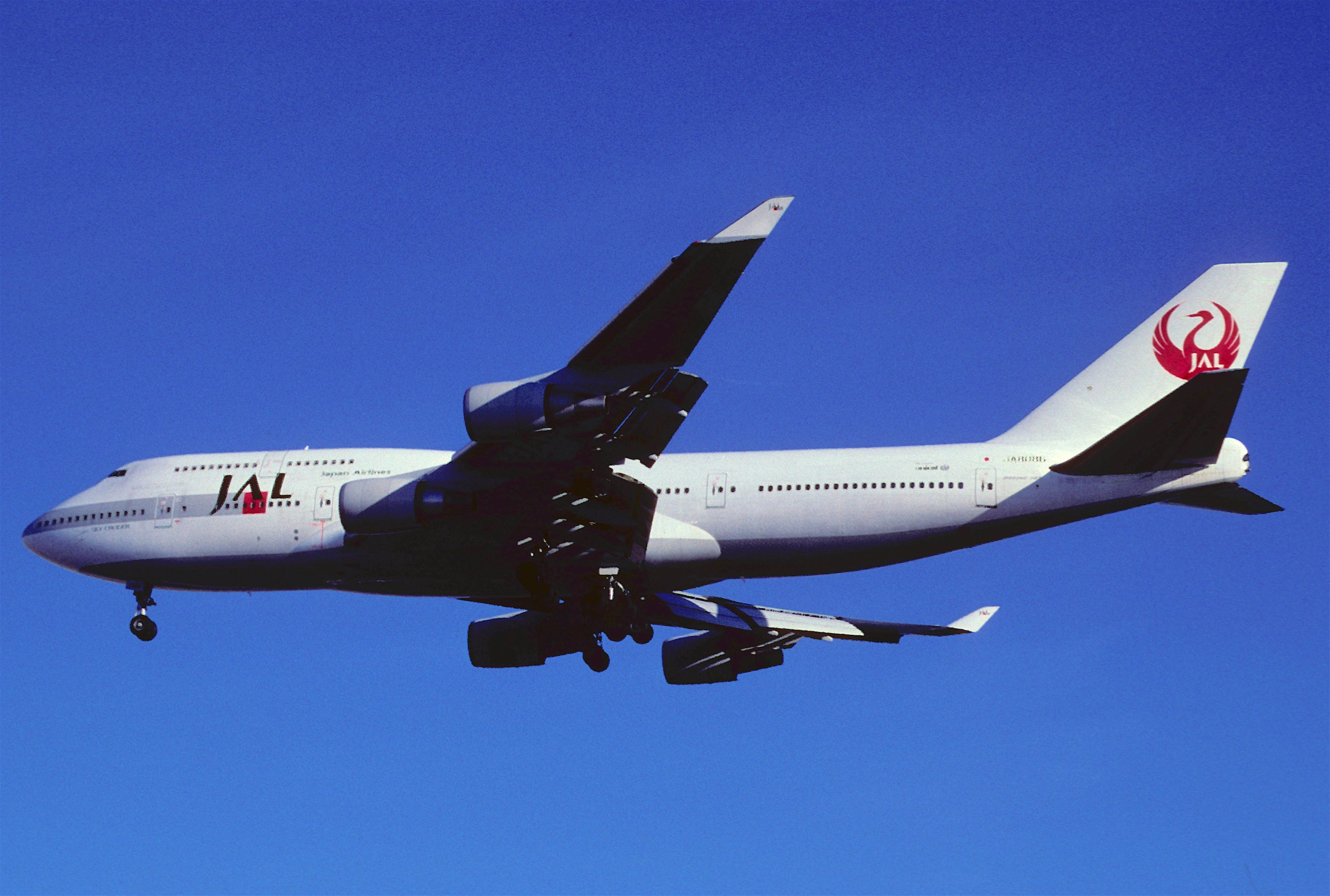
日本航空時代のJA8086

エバーグリーン国際航空は2013年12月に運行停止、その後倒産・解散したが、2016年に空中消火事業を受け継ぐグローバル・スーパータンカー・サービシスが発足した。
エバーグリーン国際航空が利用していたボーイング747-400BCF（日本航空で使用されていた機体番号JA8086）を空中消火機『スーパータンカー（機体番号N744ST）』へと改造し2016年からテスト運用を開始、2016年11月にはイスラエルでの火災に対応し、2017年2月にはチリの山林火災にも出動、2017年から『スピリット・オブ・ジョン・ミューア（The Spirit of John Muir）』の愛称で本格運用を始めた。
しかしコストの高さなどから程なくして運航停止。2021年6月に当該機は貨物航空会社のナショナル・エアラインズに売却され、現在は貨物機として運用されている。